# Łachowce
Łachowce (prononciation [waˈxɔft͡sɛ]) est un village de la gmina de Telatyn, du powiat de Tomaszów Lubelski, dans la voïvodie de Lublin, situé dans l'est de la Pologne.
Il se situe à environ 4 kilomètres au sud de Telatyn (siège de la gmina), 33 kilomètres à l'est de Tomaszów Lubelski (siège du powiat) et 124 kilomètres au sud-est de Lublin (capitale de la voïvodie).
Le village comptait approximativement une population de 180 habitants en 2006.

## Administration
De 1975 à 1998, le village était attaché administrativement à l'ancienne voïvodie de Zamość.

Depuis 1999, il fait partie de la nouvelle voïvodie de Lublin.